# Liste der Naturdenkmale in Eppendorf
Die Liste der Naturdenkmale in Eppendorf nennt die Naturdenkmale in Eppendorf im sächsischen Landkreis Mittelsachsen.

## Definition
„Naturdenkmäler sind rechtsverbindlich festgesetzte Einzelschöpfungen der Natur oder entsprechende Flächen bis zu fünf Hektar, deren besonderer Schutz erforderlich ist
1. aus wissenschaftlichen, naturgeschichtlichen oder landeskundlichen Gründen oder
2. wegen ihrer Seltenheit, Eigenart oder Schönheit.“

„§ 18 – Naturdenkmäler – (zu § 28 BNatSchG)
(1) Die Erklärung nach § 22 Abs. 1 BNatSchG von Teilen von Natur und Landschaft als Naturdenkmal erfolgt durch Rechtsverordnung oder Einzelanordnung.
(2) Über § 28 Abs. 1 BNatSchG hinaus können Naturdenkmäler zur Sicherung von Lebensgemeinschaften oder Lebensstätten von im Bestand gefährdeten oder streng geschützten Arten festgesetzt werden.“

## Naturdenkmale
Link zu einem Kartenansichtstool, um Koordinaten zu setzen.
| Bild                          | Bezeichnung                            | Lage                                                | Beschreibung                                | Datum       | Nummer  |
| ----------------------------- | -------------------------------------- | --------------------------------------------------- | ------------------------------------------- | ----------- | ------- |
| mehr Fotos \| Fotos hochladen | Efeu-Eiche                             | Eppendorf (50° 48′ 7,4″ N, 13° 13′ 58″ O)           | Eiche – Quercus robur                       | 8. 12. 2005 | ND 010  |
| mehr Fotos \| Fotos hochladen | Pyramiden-Eiche in Eppendorf           | Eppendorf (50° 47′ 46,3″ N, 13° 13′ 50,3″ O)        | Pyramideneiche – Quercus robur 'Fastigiata' | 8. 12. 2005 | ND 011  |
| mehr Fotos \| Fotos hochladen | Berg-Ulme in Kleinhartmannsdorf        | Kleinhartmannsdorf (50° 49′ 1,8″ N, 13° 15′ 39″ O)  | Bergulme – Ulmus glabra                     | 8. 12. 2005 | ND 015  |
| mehr Fotos \| Fotos hochladen | Torwächter-Linde in Kleinhartmannsdorf | Kleinhartmannsdorf (50° 48′ 35″ N, 13° 15′ 11,4″ O) | Linde – Tilia                               | 8. 12. 2005 | ND 016  |
| BW                            | Eklogitfelsen Eppendorf                | Eppendorf (50° 46′ 36,4″ N, 13° 14′ 47,1″ O)        | FND                                         | 17. 7. 1986 | fg: 068 |

## Ehemalige Naturdenkmale
Link zu einem Kartenansichtstool, um Koordinaten zu setzen.
| Bild                                    | Bezeichnung                        | Lage                                                       | Beschreibung | Datum       | Nummer |
| --------------------------------------- | ---------------------------------- | ---------------------------------------------------------- | --- | ----------- | ------ |
| BW                                      | Berg-Ulme in Eppendorf             | Eppendorf (50° 47′ 13,4″ N, 13° 13′ 39,1″ O)               | Bergulme – Ulmus glabra Baum wurde 2015 gefällt; der Schutzstatus wurde per Verordnung vom 1. März 2019 aufgehoben | 8. 12. 2005 | ND 012 |
| BW                                      | Kastanienallee in Eppendorf        | Eppendorf (50° 48′ 8,8″ N, 13° 13′ 52,5″ O)                | Kastanienallee – Aesculus alle Bäume der Allee sind erkrankt und in einem sehr schlechten Zustand. Der Bereich der Allee wurde aus Gründen der Verkehrssicherheit abgesperrt. Eine Fällung der Bäume ist geplant. Der Schutzstatus wurde per Verordnung vom 1. März 2019 aufgehoben | 8. 12. 2005 | ND 013 |
| Direkt Bild zu diesem Denkmal hochladen | Winter-Linde in Kleinhartmannsdorf | Kleinhartmannsdorf Unteres Ende der Freiberger Str. 201 () | Winterlinde – Tilia cordata Baum war vom Brandkrustenpilz befallen, Verkehrssicherheit nicht mehr gegeben. Der Baum wurde 2010 gefällt; der Schutzstatus wurde per Verordnung vom 1. März 2019 aufgehoben                                                                           | 8. 12. 2005 | ND 014 |